# Dicologlossa
Genre
Dicologlossa est un genre de poissons plats marins de la famille des Soleidae.

## Liste des espèces
Selon FishBase, EOL et WoRMS :
- Dicologlossa cuneata (Moreau, 1881) - Céteau
- Dicologlossa hexophthalma (Bennett, 1831)